# Herman Munster
Herman Munster es un personaje de televisión protagonista de la teleserie The Munsters. Interpretado principalmente por el actor Fred Gwynne. El personaje está basado en el monstruo de Frankenstein de Mary Shelley con el aspecto de la versión fílmica de Boris Karloff.

## Biografía
Herman fue construido en Alemania por el doctor Víctor Frankenstein en 1815 poco después de su hermano gemelo, Charlie. Dejó Alemania por Inglaterra, donde fue adoptado por la familia Munster de Shroudshire, Inglaterra, una familia noble de la cual obtiene su apellido. En 1865, Herman y Lily Drácula se casaron. Herman estuvo en el Ejército estadounidense en la Segunda Guerra Mundial. Es un padre amoroso de su hijo Eddie Munster y adoptó a su sobrina política Marilyn, también tiene por mascota un dragón llamado Spot.
Trabaja en una casa funeraria llamada Gateman, Goodbury y Graves (nombres que en inglés significan 'guardabarrera', 'buenenterrar' y 'tumbas'). Su jefe, el señor Gateman (interpretado por John Carradine), aparece en dos capítulos.